# Yarigong
Yarigong (kinesiska: 亚日贡, 亚日贡乡) är en socken i Kina. Den ligger i provinsen Sichuan, i den sydvästra delen av landet, omkring 470 kilometer väster om provinshuvudstaden Chengdu. Antalet invånare är 3275. Befolkningen består av 1 606 kvinnor och 1 669 män. Barn under 15 år utgör 29,0 %, vuxna 15-64 år 66 %, och äldre över 65 år 3,0 %.
Genomsnittlig årsnederbörd är 592 millimeter. Den regnigaste månaden är juli, med i genomsnitt 202 mm nederbörd, och den torraste är november, med 1 mm nederbörd.